# Jan III (metropolita kijowski)
Jan III (zm. 14 sierpnia 1091 w Kijowie) – metropolita kijowski od 1090 do 1091.

## Życiorys
Był z pochodzenia Grekiem. Jan III najprawdopodobniej objął urząd metropolity kijowskiego latem 1090, na mocy otrzymanej rok wcześniej w Konstantynopolu nominacji, zastępując zmarłego jesienią lub zimą 1089 Jana II. Już w momencie przyjazdu do Kijowa był śmiertelnie chory i zmarł 14 sierpnia 1091. Zachowane kroniki ruskie charakteryzują go jako człowieka niewykształconego i prostego.
Znany także z przydomkiem „Skopiec”.